# Batu (langue)
Pour les articles homonymes, voir Batu (homonymie).
Le batu est une langue tivoïde du nord parlée au Nigeria dans l'État de Taraba, également au Cameroun.